# Angus Ross
Angus Ross (Glasgow, 7 februari 1953 – Kinbrace, 17 januari 2016) was een Schotse darter, die speelde voor de BDO.
Ross speelde in de World Professional Darts Championship 1981, waarin hij in de eerste ronde verloor van John Lowe met 0-2. Het volgende jaar haalde Ross weer de World Professional Darts Championship 1982 en daarin versloeg hij voormalig wereldkampioen Leighton Rees met 2-0 in de eerste ronde. In de tweede ronde verloor hij van Terry O'Dea met 0-2. In 1981 haalde Ross op de WDF World Cup Teams de finale. Schotland verloor van Engeland met 7-9.
Ross overleed aan de gevolgen van alvleesklierkanker. Hij was 62 jaar.

## Resultaten op Wereldkampioenschappen

### BDO
- 1981: Laatste 32 (verloren van John Lowe met 0-2)
- 1982: Laatste 16 (verloren van Terry O'Dea met 0-2)

### WDF
- 1981: Laatste 32 (verloren van Bjørn Enqvist met 2-4)